# Mura (jezična porodica)
Muran je etnolingvistička indijanska porodica iz brazilske države Amazonas s rijeka Manicoré i Maici koja dobiva ime po plemenu Múra. Rivet i Loukotka porodicu mura (1952.) smatraju samostalnom. Everett (1998.) navodi da porodica obuhvaća 4 jezika: Pirahã, Matanawi (po Rivetu i Loukotka samostalna), Bohurá i Yahahí (Yaháhi). 

## Vanjske poveznice
- Ethnologue (14th)
- Ethnologue (15th)

Ethnologue (16th)
- Language Family Trees: Mura
- Mura-Pirahã